# Orikum
Orikum kisváros Albániában, a Vlorai-öböl déli partján, Vlora városától légvonalban 14 kilométerre délre, a Karaburun-hegységtől délkeletre fekvő Dukati-síkon. A Vlora községen belüli Orikum alközség központja, amelynek további települései Dukat, Dukat-Fshat, Radhima és Tragas. A 2011-es népszámlálás alapján az alközség népessége 5503 fő.
Nagy múltú település, Órikosz néven az i. e. 7. században alapítottak itt kikötővárost görög gyarmatosítók, amely később római (Oricum), majd bizánci (Ierikhó) uralom alá került (bővebben lásd: Órikosz). A 12. század után Pasaliman néven jelentéktelen kikötőként, a 19–20. században már Orikum néven halászfaluként volt ismert. A kommunizmus éveiben haditengerészeti bázis épült a közelében, a Karaburun-félszigeten, így elzárt területként nem fejlődhetett. 1991 óta nagy lendülettel folyik Orikum üdülőhellyé alakítása, számos hotel és apartmanház épült a városban.